# 1833 w muzyce
Wydarzenia muzyczne w 1833 roku.

## Wydarzenia
- 1 stycznia – w Berlinie odbyła się premiera „Concert Piece” op.113 Feliksa Mendelssohna[1][2]
- 2 stycznia – w rzymskim Teatro Valle miała miejsce premiera opery Il furioso all'isola di San Domingo Gaetana Donizettiego[1][2]
- 7 stycznia – w Berlinie odbyła się premiera „Tänze für den Berliner Künstlerball” Otto Nicolai’a[1][2]
- 10 stycznia – w Berlinie odbyła się publiczna premiera kantaty „Die erste Walpurgisnacht” Felixa Mendelssohna[1][2]
- 12 lutego – w Schneebergu odbyła się premiera Symphony in g minor Roberta Schumanna[1][2]
- 16 lutego – w londyńskim King’s Theatre miała miejsce premiera baletu Faust Adolpha Adama[1][2]
- 24 lutego – zainaugurował działalność Teatr Wielki w Warszawie. Na otwarcie Teatru Wielkiego wystawiono Cyrulika sewilskiego Gioacchina Rossiniego[3][4]
- 27 lutego – w paryskiej Salle Le Peletier miała miejsce premiera opery Gustave III. ou Le bal masqué Daniela Aubera[1][2]
- 4 marca – w paryskim Théâtre de la Bourse miała miejsce premiera opery Les souvenirs de Lafleur Fromentala Halévy’ego[1][2]
- 12 marca – w Berlinieodbyła się publiczna premiera kwartetu smyczkowego „Tod und das Mädchen” D 810 Franza Schuberta[1][2]
- 16 marca – w Teatro La Fenice w Wenecji miała miejsce premiera opery Beatrycze z Tendy Vincenzo Belliniego[1][2]
- 17 marca – we florenckim Teatro della Pergola miała miejsce premiera opery Parisina Gaetana Donizettiego[1][2]
- 24 marca – w Wiedniu odbyła się premiera „Stabat mater” D383 Franza Schuberta[1][2]
- 5 kwietnia – w madryckiej Chapel of San Felipe el Real miała miejsce premiera „Stabat mater” Gioacchina Rossiniego[1][2]
- 9 kwietnia – w Düsseldorfie odbyła się premiera „Der standhafte Prinz” MWV M 7 Felixa Mendelssohna[1][2]
- 13 kwietnia – w Berlinie odbyła się premiera Symphony no.1, „Schlaf Herzenssöhnchen” op.19 oraz „Tell auf der Strasse nach Küssnacht” op.22 Otto Nicolai’a[1][2]
- 14 kwietnia – w Paris Conservatoire miała miejsce premiera „Intrata di Rob-Roy Macgregor” Hectora Berlioza[1][2]
- 18 kwietnia – w Berlinie odbyła się premiera „Hymnus zum Dürerfest” Otto Nicolai’a[1][2]
- 13 maja – w londyńskim Royal Philharmonic Society odbyła się prapremiera Symfonii Włoskiej autorstwa Feliksa Mendelssohna[1][2]
- 16 maja
  - w Paryżu odbyła się premiera „Rondo Chromatique” op.12 Charlesa-Valentina Alkana[1][2]
  - w paryskim Théâtre de la Bourse miała miejsce premiera opery Ludovic Ferdinanda Hérolda[1][2]
- 23 maja – w Berlinie odbyła się premiera „Weihnachts-Ouverture über den Choral ‘Vom Himmel hoch, da komm’ ich her” Otto Nicolai’a[1][2]
- 24 maja – w berlińskim Hofoper miała miejsce premiera opery Hans Heiling Heinricha Marschnera[1][2]
- 13 czerwca – w Rzymie odbyła się premiera kantaty „Il fato” Gaetana Donizettiego[1][2]
- 22 lipca – w paryskiej Salle Le Peletier miała miejsce premiera opery Ali Baba, ou Les quarante voleurs Heinricha Marschnera[1][2]
- 5 września – podczas konkursu Manchester Gentlemen’s Glee Club ma miejsce premiera „I wish to tune my quiv’ring lyre” Samuela Sebastiana Wesleya, który tym utworem wygrywa konkurs[1][2]
- 9 września – w rzymskim Teatro Valle miała miejsce premiera opery Torquato Tasso Gaetana Donizettiego[1][2]
- 18 września – w paryskim Théâtre de la Bourse miała miejsce premiera opery Le proscrit ou Le tribunal invisible Adolpha Adama[1][2]
- 11 grudnia – w Berlinie odbyła się premiera „Auf zum Sitz der Geister” Otto Nicolai’a[1][2]
- 12 grudnia – w Monachium odbyło się pierwsze wykonanie opery Die Feen WWV 32 Richarda Wagnera[1][2]
- 22 grudnia – w paryskiej Salle du Conservatoire miała miejsce premiera uwertury „Le roi Lear” oraz dwóch pieśni „Le jeune Pâtre Breton”i „Romance de Marie Tudor” Hectora Berlioza[1][2]
- 26 grudnia – w mediolańskiej La Scali miała miejsce premiera opery Lucrezia Borgia Gaetana Donizettiego[1][2]

## Urodzili się
- 9 stycznia – Jules Demersseman, francuski flecista oraz kompozytor (zm. 1866)
- 26 marca – Antonín Bennewitz, czeski skrzypek i pedagog (zm. 1926)
- 7 maja – Johannes Brahms, niemiecki kompozytor, pianista i dyrygent okresu romantyzmu (zm. 1897)
- 9 maja – Bolesław Dembiński, polski kompozytor i organista, dyrygent, działacz towarzystw śpiewaczych (zm. 1914)
- 11 maja – Jean Becker, niemiecki skrzypek (zm. 1884)
- 27 czerwca
  - Hermann Deiters, niemiecki muzykolog (zm. 1907)
  - Alexander Ritter, niemiecki kompozytor (zm. 1896)
  - Władysław Zaremba, ukraiński kompozytor, pianista i pedagog (zm. 1902)
- 29 lipca – August Todt, niemiecki kompozytor i organista (zm. 1900)
- 14 września – Francis Edward Bache, angielski organista i kompozytor (zm. 1858)
- 14 października – William Cusins, angielski pianista, organista, skrzypek, dyrygent i kompozytor (zm. 1893)
- 12 listopada – Aleksandr Borodin, rosyjski chemik, kompozytor i muzyk (zm. 1887)

## Zmarli
- 19 stycznia – Ferdinand Hérold, francuski kompozytor (ur. 1791)
- 20 stycznia – Gertrud Elisabeth Mara, niemiecka śpiewaczka operowa (sopran) (ur. 1749)
- 7 kwietnia – Antoni Henryk Radziwiłł, polski książę, polityk, kompozytor (ur. 1775)
- 28 maja – Johann Christian Friedrich Haeffner, szwedzki kompozytor (ur. 1759)
- 1 października – Luísa Todi, właśc. Luísa Rosa de Aguiar, portugalska śpiewaczka operowa (mezzosopran) (ur. 1753)
- 15 października – Michał Kleofas Ogiński, polski kompozytor i teoretyk muzyki, pamiętnikarz, pisarz polityczny, polityk (ur. 1765)
- 27 października – Ferdinand Fränzl, niemiecki kompozytor i skrzypek (ur. 1767)

## Muzyka poważna
- 4 września – w wiedeńskim „Wiener Zeitung” opublikowano „The Marriage of Figaro” op.124 Johanna Nepomuka Hummla[1][2]
- 19 września – w wiedeńskim „Wiener Zeitung” opublikowano „24 Etudes” op.125 Johanna Nepomuka Hummla[1][2]